# Verwaltungsgliederung der Republik China

Taiwan-Gebiet (dunkelgrün) und Festland-Gebiet (hellgrün; äußere Mongolei ausgenommen) der Republik China

Das von der 1912 auf dem chinesischen Festland gegründeten Republik China kontrollierte Staatsgebiet beschränkt sich seit 1949 auf die Insel Taiwan und eine Reihe kleinerer Inseln. Dieses Territorium wird amtlich Freies Gebiet (自由地區) bzw. Taiwan-Gebiet (臺灣地區) genannt,  siehe dazu Republik China (Taiwan).
Allerdings hat die Republik China ihre Ansprüche auf Festlandchina formell nie aufgegeben. Daher ist bei der Verwaltungsgliederung der Republik China zu unterscheiden zwischen der effektiven Gliederung des tatsächlich kontrollierten Staatsgebiets, wo sechs regierungsunmittelbare Städte und daneben 13 Landkreise und drei weitere kreisfreie Städte die wichtigsten Einheiten bilden, und der nur noch auf dem Papier bestehenden auf ganz China und angrenzende Gebiete bezogenen verfassungsmäßigen Gliederung in 35 Provinzen, 14 Städte, zwei Regionen (地方,  Dìfāng – „Orte“) und eine Sonderzone.
Im Taiwan-Gebiet gibt es sechs regierungsunmittelbare Städte (die Hauptstadt Taipeh, Neu-Taipeh, Taoyuan, Taichung, Tainan und Kaohsiung), 3 kreisfreie Städte (Keelung, Hsinchu und Chiayi) und 13 Landkreise.
Der de facto von der Volksrepublik China verwaltete Teil des beanspruchten Staatsgebiets wird amtlich als Festland-Gebiet (大陸地區) bezeichnet. Die international als souveräner Staat anerkannte Mongolei wurde bis 2002 auch als Teil des Festland-Gebiets betrachtet.

## Verwaltungsgliederung

13 Landkreise
3 Kreisfreie Städte
6 Regierungsunmittelbare Städte

Grundlegend für die Organisation der Verwaltung auf den nachgeordneten Ebenen ist das „Gesetz über die lokalen Institutionen“ (地方制度法, englisch Local Government Act). Demnach bilden die zwei Provinzen die höchste Ebene der Lokalverwaltung. Aus den Provinzen können sogenannte regierungsunmittelbare Städte (直轄市,  zhíxiáshì) ausgegliedert werden, die dann in der Verwaltungshierarchie gleichberechtigt neben den Provinzen stehen. Die Provinzen sind in Landkreise und kreisfreie Städte unterteilt.

Das folgende Diagramm stellt die verschiedenen Verwaltungsebenen schematisch dar:
|                                                         |                                                         |                                                         |                                                         |                                                         |                                                         |                                     |                                     |                                     |                                     |                       |                       |                       |                       |                     |                     |                     |                     |                   |                   | Exekutiv-Yuan 行政院 |                   |  |  |                  |                  |                  |                  |                  |                  |              |              |                 |                 |                 |                 |                 |                 |            |            |                                         |                                         |                                         |                                         |                                         |                                         |  |  |  |  |  |  |  |  |  |  |  |  |  |  |  |  |  |  |  |  |  |  |  |  |  |  |  |  |  |  |  |  |  |  |  |  |
|                                                         |                                                         |                                                         |                                                         |                                                         |                                                         |                                     |                                     |                                     |                                     |                       |                       |                       |                       |                     |                     |                     |                     |                   |                   |                      |                   |  |  |                  |                  |                  |                  |                  |                  |              |              |                 |                 |                 |                 |                 |                 |            |            |                                         |                                         |                                         |                                         |                                         |                                         |  |  |  |  |  |  |  |  |  |  |  |  |  |  |  |  |  |  |  |  |  |  |  |  |  |  |  |  |  |  |  |  |  |  |  |  |
|                                                         |                                                         |                                                         |                                                         |                                                         |                                                         |                                     |                                     |                                     |                                     |                       |                       |                       |                       |                     |                     |                     |                     |                   |                   |                      |                   |  |  |                  |                  |                  |                  |                  |                  |              |              |                 |                 |                 |                 |                 |                 |            |            |                                         |                                         |                                         |                                         |                                         |                                         |  |  |  |  |  |  |  |  |  |  |  |  |  |  |  |  |  |  |  |  |  |  |  |  |  |  |  |  |  |  |  |  |  |  |  |  |
|                                                         |                                                         |                                                         |                                                         | Regierungsunmittelbare Stadt 直轄市                     | Regierungsunmittelbare Stadt 直轄市                     | Regierungsunmittelbare Stadt 直轄市 | Regierungsunmittelbare Stadt 直轄市 | Regierungsunmittelbare Stadt 直轄市 | Regierungsunmittelbare Stadt 直轄市 |                       |                       |                       |                       |                     |                     |                     |                     |                   |                   |                      |                   |  |  |                  |                  |                  |                  |                  |                  |              |              |                 |                 |                 |                 | Provinz 省      | Provinz 省      | Provinz 省 | Provinz 省 | Provinz 省                              | Provinz 省                              |                                         |                                         |                                         |                                         |  |  |  |  |  |  |  |  |  |  |  |  |  |  |  |  |  |  |  |  |  |  |  |  |  |  |  |  |  |  |  |  |  |  |  |  |
|                                                         |                                                         |                                                         |                                                         | Regierungsunmittelbare Stadt 直轄市                     | Regierungsunmittelbare Stadt 直轄市                     | Regierungsunmittelbare Stadt 直轄市 | Regierungsunmittelbare Stadt 直轄市 | Regierungsunmittelbare Stadt 直轄市 | Regierungsunmittelbare Stadt 直轄市 |                       |                       |                       |                       |                     |                     |                     |                     |                   |                   |                      |                   |  |  |                  |                  |                  |                  |                  |                  |              |              |                 |                 |                 |                 | Provinz 省      | Provinz 省      | Provinz 省 | Provinz 省 | Provinz 省                              | Provinz 省                              |                                         |                                         |                                         |                                         |  |  |  |  |  |  |  |  |  |  |  |  |  |  |  |  |  |  |  |  |  |  |  |  |  |  |  |  |  |  |  |  |  |  |  |  |
|                                                         |                                                         |                                                         |                                                         |                                                         |                                                         |                                     |                                     |                                     |                                     |                       |                       | Kreisfreie Stadt 市   | Kreisfreie Stadt 市   | Kreisfreie Stadt 市 | Kreisfreie Stadt 市 | Kreisfreie Stadt 市 | Kreisfreie Stadt 市 |                   |                   |                      |                   |  |  |                  |                  |                  |                  | Landkreis 縣     | Landkreis 縣     | Landkreis 縣 | Landkreis 縣 | Landkreis 縣    | Landkreis 縣    |                 |                 |                 |                 |            |            |                                         |                                         |                                         |                                         |                                         |                                         |  |  |  |  |  |  |  |  |  |  |  |  |  |  |  |  |  |  |  |  |  |  |  |  |  |  |  |  |  |  |  |  |  |  |  |  |
|                                                         |                                                         |                                                         |                                                         |                                                         |                                                         |                                     |                                     |                                     |                                     |                       |                       | Kreisfreie Stadt 市   | Kreisfreie Stadt 市   | Kreisfreie Stadt 市 | Kreisfreie Stadt 市 | Kreisfreie Stadt 市 | Kreisfreie Stadt 市 |                   |                   |                      |                   |  |  |                  |                  |                  |                  | Landkreis 縣     | Landkreis 縣     | Landkreis 縣 | Landkreis 縣 | Landkreis 縣    | Landkreis 縣    |                 |                 |                 |                 |            |            |                                         |                                         |                                         |                                         |                                         |                                         |  |  |  |  |  |  |  |  |  |  |  |  |  |  |  |  |  |  |  |  |  |  |  |  |  |  |  |  |  |  |  |  |  |  |  |  |
|                                                         |                                                         |                                                         |                                                         |                                                         |                                                         |                                     |                                     |                                     |                                     |                       |                       |                       |                       |                     |                     |                     |                     |                   |                   |                      |                   |  |  |                  |                  |                  |                  |                  |                  |              |              |                 |                 |                 |                 |                 |                 |            |            |                                         |                                         |                                         |                                         |                                         |                                         |  |  |  |  |  |  |  |  |  |  |  |  |  |  |  |  |  |  |  |  |  |  |  |  |  |  |  |  |  |  |  |  |  |  |  |  |
|                                                         |                                                         |                                                         |                                                         |                                                         |                                                         |                                     |                                     |                                     |                                     |                       |                       |                       |                       |                     |                     |                     |                     |                   |                   |                      |                   |  |  |                  |                  |                  |                  |                  |                  |              |              |                 |                 |                 |                 |                 |                 |            |            |                                         |                                         |                                         |                                         |                                         |                                         |  |  |  |  |  |  |  |  |  |  |  |  |  |  |  |  |  |  |  |  |  |  |  |  |  |  |  |  |  |  |  |  |  |  |  |  |
| Bergland-Stadtbezirk der Ureinwohner 直轄市山地原住民區 | Bergland-Stadtbezirk der Ureinwohner 直轄市山地原住民區 | Bergland-Stadtbezirk der Ureinwohner 直轄市山地原住民區 | Bergland-Stadtbezirk der Ureinwohner 直轄市山地原住民區 | Bergland-Stadtbezirk der Ureinwohner 直轄市山地原住民區 | Bergland-Stadtbezirk der Ureinwohner 直轄市山地原住民區 |                                     |                                     | Stadtbezirk 區                      | Stadtbezirk 區                      | Stadtbezirk 區        | Stadtbezirk 區        | Stadtbezirk 區        | Stadtbezirk 區        |                     |                     | Kreisstadt 縣轄市   | Kreisstadt 縣轄市   | Kreisstadt 縣轄市 | Kreisstadt 縣轄市 | Kreisstadt 縣轄市    | Kreisstadt 縣轄市 |  |  | Stadtgemeinde 鎮 | Stadtgemeinde 鎮 | Stadtgemeinde 鎮 | Stadtgemeinde 鎮 | Stadtgemeinde 鎮 | Stadtgemeinde 鎮 |              |              | Landgemeinde 鄉 | Landgemeinde 鄉 | Landgemeinde 鄉 | Landgemeinde 鄉 | Landgemeinde 鄉 | Landgemeinde 鄉 |            |            | Berglandgemeinde der Ureinwohner 山地鄉 | Berglandgemeinde der Ureinwohner 山地鄉 | Berglandgemeinde der Ureinwohner 山地鄉 | Berglandgemeinde der Ureinwohner 山地鄉 | Berglandgemeinde der Ureinwohner 山地鄉 | Berglandgemeinde der Ureinwohner 山地鄉 |  |  |  |  |  |  |  |  |  |  |  |  |  |  |  |  |  |  |  |  |  |  |  |  |  |  |  |  |  |  |  |  |  |  |  |  |
| Bergland-Stadtbezirk der Ureinwohner 直轄市山地原住民區 | Bergland-Stadtbezirk der Ureinwohner 直轄市山地原住民區 | Bergland-Stadtbezirk der Ureinwohner 直轄市山地原住民區 | Bergland-Stadtbezirk der Ureinwohner 直轄市山地原住民區 | Bergland-Stadtbezirk der Ureinwohner 直轄市山地原住民區 | Bergland-Stadtbezirk der Ureinwohner 直轄市山地原住民區 |                                     |                                     | Stadtbezirk 區                      | Stadtbezirk 區                      | Stadtbezirk 區        | Stadtbezirk 區        | Stadtbezirk 區        | Stadtbezirk 區        |                     |                     | Kreisstadt 縣轄市   | Kreisstadt 縣轄市   | Kreisstadt 縣轄市 | Kreisstadt 縣轄市 | Kreisstadt 縣轄市    | Kreisstadt 縣轄市 |  |  | Stadtgemeinde 鎮 | Stadtgemeinde 鎮 | Stadtgemeinde 鎮 | Stadtgemeinde 鎮 | Stadtgemeinde 鎮 | Stadtgemeinde 鎮 |              |              | Landgemeinde 鄉 | Landgemeinde 鄉 | Landgemeinde 鄉 | Landgemeinde 鄉 | Landgemeinde 鄉 | Landgemeinde 鄉 |            |            | Berglandgemeinde der Ureinwohner 山地鄉 | Berglandgemeinde der Ureinwohner 山地鄉 | Berglandgemeinde der Ureinwohner 山地鄉 | Berglandgemeinde der Ureinwohner 山地鄉 | Berglandgemeinde der Ureinwohner 山地鄉 | Berglandgemeinde der Ureinwohner 山地鄉 |  |  |  |  |  |  |  |  |  |  |  |  |  |  |  |  |  |  |  |  |  |  |  |  |  |  |  |  |  |  |  |  |  |  |  |  |
|                                                         |                                                         |                                                         |                                                         |                                                         |                                                         |                                     |                                     |                                     |                                     |                       |                       |                       |                       |                     |                     |                     |                     |                   |                   |                      |                   |  |  |                  |                  |                  |                  |                  |                  |              |              |                 |                 |                 |                 |                 |                 |            |            |                                         |                                         |                                         |                                         |                                         |                                         |  |  |  |  |  |  |  |  |  |  |  |  |  |  |  |  |  |  |  |  |  |  |  |  |  |  |  |  |  |  |  |  |  |  |  |  |
|                                                         |                                                         |                                                         |                                                         |                                                         |                                                         |                                     |                                     | Stadtteil/Ortsteil 里               | Stadtteil/Ortsteil 里               | Stadtteil/Ortsteil 里 | Stadtteil/Ortsteil 里 | Stadtteil/Ortsteil 里 | Stadtteil/Ortsteil 里 |                     |                     |                     |                     |                   |                   |                      |                   |  |  |                  |                  |                  |                  |                  |                  |              |              | Dorf 村         | Dorf 村         | Dorf 村         | Dorf 村         | Dorf 村         | Dorf 村         |            |            |                                         |                                         |                                         |                                         |                                         |                                         |  |  |  |  |  |  |  |  |  |  |  |  |  |  |  |  |  |  |  |  |  |  |  |  |  |  |  |  |  |  |  |  |  |  |  |  |
|                                                         |                                                         |                                                         |                                                         |                                                         |                                                         |                                     |                                     | Stadtteil/Ortsteil 里               | Stadtteil/Ortsteil 里               | Stadtteil/Ortsteil 里 | Stadtteil/Ortsteil 里 | Stadtteil/Ortsteil 里 | Stadtteil/Ortsteil 里 |                     |                     |                     |                     |                   |                   |                      |                   |  |  |                  |                  |                  |                  |                  |                  |              |              | Dorf 村         | Dorf 村         | Dorf 村         | Dorf 村         | Dorf 村         | Dorf 村         |            |            |                                         |                                         |                                         |                                         |                                         |                                         |  |  |  |  |  |  |  |  |  |  |  |  |  |  |  |  |  |  |  |  |  |  |  |  |  |  |  |  |  |  |  |  |  |  |  |  |
|                                                         |                                                         |                                                         |                                                         |                                                         |                                                         |                                     |                                     |                                     |                                     |                       |                       |                       |                       |                     |                     |                     |                     |                   |                   |                      |                   |  |  |                  |                  |                  |                  |                  |                  |              |              |                 |                 |                 |                 |                 |                 |            |            |                                         |                                         |                                         |                                         |                                         |                                         |  |  |  |  |  |  |  |  |  |  |  |  |  |  |  |  |  |  |  |  |  |  |  |  |  |  |  |  |  |  |  |  |  |  |  |  |
|                                                         |                                                         |                                                         |                                                         |                                                         |                                                         |                                     |                                     |                                     |                                     |                       |                       |                       |                       |                     |                     |                     |                     |                   |                   | Wohnviertel 鄰       |                   |  |  |                  |                  |                  |                  |                  |                  |              |              |                 |                 |                 |                 |                 |                 |            |            |                                         |                                         |                                         |                                         |                                         |                                         |  |  |  |  |  |  |  |  |  |  |  |  |  |  |  |  |  |  |  |  |  |  |  |  |  |  |  |  |  |  |  |  |  |  |  |  |

### Provinzen
Das von der Regierung der Republik China tatsächlich kontrollierte Gebiet umfasste ab 1950 nur noch die zwei Provinzen Taiwan und Fujian.
Aus der Provinz Taiwan wurden zwischen 1967 und 2014 die wichtigsten Metropolregionen ausgegliedert und direkt der Zentralregierung unterstellt. Die Provinz umfasst heute etwa 70 % der Insel Taiwan, die Inselgruppe der Pescadoren in der Formosastraße sowie weitere kleinere Inseln. Ihr Verwaltungssitz befindet sich in Zhongxing im zentraltaiwanischen Landkreis Nantou.

Territoriale Entwicklung der Provinz Taiwan von 1951 bis 2014. Sie untergliedert sich seitdem in 11 Landkreise und 3 Kreisfreie Städte. Die ausgegliederten gelben Flächen sind die 6 Regierungsunmittelbaren Städte sowie die 2 Landkreise Kinmen und Lienchiang, die als Provinz Fujian verwaltet werden. (Der Festlandteil ist die chinesische Provinz Fujian.)

Die historische Provinz Fujian ist geteilt: Der größere, auf dem Festland befindliche Teil gehört als Provinz Fujian zur Volksrepublik China. Der kleinere Teil wird unter demselben Namen von der Republik China verwaltet und umfasst einige Inseln vor der Küste des chinesischen Festlandes, insbesondere Kinmen (Quemoy) und Matsu. Die Provinzverwaltung ist in Jincheng auf Kinmen angesiedelt.
Im Zuge einer Verwaltungsreform 1998 verloren die Provinzverwaltungen einen Großteil ihrer Kompetenzen. Seither spielt die Provinzebene in der administrativen Gliederung der Republik China eine untergeordnete Rolle. Die Gouverneure der Provinzen Taiwan und Fujian sind seit 1999 Mitglieder des Exekutiv-Yuans (d. h. Kabinettsangehörige) und die Provinzen existieren seither nicht mehr als Selbstverwaltungsorgane. Im Jahr 2018 wurden die Provinzverwaltungen und die Verwaltungssitze offiziell abgeschafft.

### Regierungsunmittelbare Städte
| Bezirks- name      | Regierungs- unmittelbare Stadt | Sprache, Ethnie   |
| ------------------ | ------------------------------ | ----------------- |
| Wulai (烏來區)     | Neu-Taipeh                     | Atayal            |
| Fuxing (復興區)    | Taoyuan                        | Atayal            |
| Heping (和平區)    | Taichung                       | Atayal            |
| Namaxia (那瑪夏區) | Kaohsiung                      | Bunun, Kanakanavu |
| Maolin (茂林區)    | Kaohsiung                      | Rukai             |
| Tauyuan (桃源區)   | Kaohsiung                      | Bunun, Hla’alua   |

Regionen, die mindestens 1,25 Millionen Einwohner haben und die entsprechenden politischen, kulturellen, wirtschaftlichen Gegebenheiten aufweisen, können zu regierungsunmittelbaren Städten erhoben werden. So wie kreisfreie Städte nicht einem Kreis angehören, sondern denselben Rang in der Verwaltungshierarchie wie dieser besitzen, befinden sich regierungsunmittelbare Städte außerhalb der Provinz und haben denselben Rang wie diese. Dieselben Regelungen gelten auch für Landkreise, die mindestens 2 Millionen Einwohner haben. Seit 2014 gehört gut ein Viertel des Staatsgebiets zu sechs direkt der Zentralregierung unterstellten Millionenstädten, in denen zusammen etwa zwei Drittel der Bevölkerung leben. Das Verwaltungsgebiet der regierungsunmittelbaren Städte umfasst dabei auch das jeweilige Umland einschließlich ländlich geprägter Bezirke. Administrativ sind die regierungsunmittelbaren Städte in Bezirke (區, Qū) untergliedert. Einige Bezirke von regierungsunmittelbaren Städten, die mehrheitlich von Angehörigen der indigenen Völker Taiwans bewohnt sind, haben seit der Novellierung des „Gesetzes über die lokalen Institutionen“ vom 29. Januar 2014 einen besonderen Selbstverwaltungsstatus als „Bergland-Stadtbezirke der Ureinwohner“ (直轄市山地原住民區). Es gibt bisher sechs derartige Ureinwohner-Distrikte in regierungsunmittelbaren Städten.
An der Spitze jeder Stadt steht ein auf vier Jahre direkt gewählter Bürgermeister.
Im Folgenden sind die regierungsunmittelbaren Städte mit Flächen und Einwohnerzahlen aufgeführt (Stand September 2024).
| Regierungsunmittelbare Städte | Regierungsunmittelbare Städte | Regierungsunmittelbare Städte | Regierungsunmittelbare Städte | Regierungsunmittelbare Städte | Regierungsunmittelbare Städte | Regierungsunmittelbare Städte | Regierungsunmittelbare Städte |
| Transkription                 | Chinesisch                    | Tongyong Pinyin               | Hanyu Pinyin                  | Wade-Giles                    | Fläche (km²)                  | Einwohner                     | Karte                         |
| ----------------------------- | ----------------------------- | ----------------------------- | ----------------------------- | ----------------------------- | ----------------------------- | ----------------------------- | ----------------------------- |
| Kaohsiung                     | 高雄市                        | Gaosyóng                      | Gāoxióng                      | Kao1-hsiung2                  | 2.947,6                       | 2.732.805                     |                               |
| Neu-Taipeh                    | 新北市                        | Sinběi                        | Xīnběi                        | Hsin1-pei3                    | 2.052,6                       | 4.046.022                     |                               |
| Taichung                      | 臺中市                        | Táijhong                      | Táizhōng                      | T'ai2-chung1                  | 2.214,9                       | 2.854.821                     |                               |
| Tainan                        | 臺南市                        | Táinán                        | Táinán                        | T'ai2-nan2                    | 2.191,7                       | 1.859.013                     |                               |
| Taipeh                        | 臺北市                        | Táiběi                        | Táiběi                        | T'ai2-pei3                    | 271,8                         | 2.498.210                     |                               |
| Taoyuan                       | 桃園市                        | Táoyuán                       | Táoyuán                       | T'ao2-yüan2                   | 1.221,0                       | 2.332.998                     |                               |

### Landkreise und kreisfreie Städte
Die wichtigsten Verwaltungseinheiten außerhalb der regierungsunmittelbaren Städte sind die Landkreise (縣,  Xiàn), an deren Spitze ein auf jeweils vier Jahre direkt gewählter Landrat steht, und die provinzangehörigen kreisfreien Städte, deren Bürgermeister ebenfalls auf vier Jahre direkt gewählt wird und die von ihrem jeweiligen Umland getrennt verwaltet werden. Die frühere Bezeichnung „Provinzstadt“ (省轄市,  Shěngxiáshì) ist nach dem Bedeutungsverlust der Provinz als Verwaltungsebene meist nicht mehr gebräuchlich, sondern es wird einfach von „Stadt“ (市,  Shì) gesprochen. Zur Provinz Taiwan gehören elf Landkreise und drei kreisfreie Städte. Die Inselgruppe der Pescadoren bildet dabei den Landkreis Penghu, die übrigen zehn Landkreise und alle kreisfreien Städte liegen auf der Insel Taiwan. Die Inselgruppen Kinmen und Matsu bilden jeweils einen zur Provinz Fujian gehörenden Landkreis.
Die heutige Republik China umfasst somit die folgenden 3 kreisfreien Städte und 13 Landkreise (Einwohnerzahl September 2024):
| Kreisfreie Städte | Kreisfreie Städte | Kreisfreie Städte | Kreisfreie Städte | Kreisfreie Städte | Kreisfreie Städte | Kreisfreie Städte | Kreisfreie Städte |
| Transkription     | Chinesisch        | Tongyong Pinyin   | Hanyu Pinyin      | Wade-Giles        | Fläche (km²)      | Einwohner         | Karte             |
| ----------------- | ----------------- | ----------------- | ----------------- | ----------------- | ----------------- | ----------------- | ----------------- |
| Chiayi            | 嘉義市            | Jiayì             | Jiāyì             | Chia1-i4          | 60,0              | 262.553           |                   |
| Hsinchu           | 新竹市            | Sinjhú            | Xīnzhú            | Hsin1-chu2        | 104,2             | 457.441           |                   |
| Keelung           | 基隆市            | Jilóng            | Jīlóng            | Chi1-lung2        | 132,8             | 361.519           |                   |

| Landkreise                          | Landkreise | Landkreise      | Landkreise   | Landkreise    | Landkreise | Landkreise   | Landkreise | Landkreise |
| Transkription                       | Chinesisch | Tongyong Pinyin | Hanyu Pinyin | Wade-Giles    | Hauptstadt | Fläche (km²) | Einwohner  | Karte      |
| ----------------------------------- | ---------- | --------------- | ------------ | ------------- | ---------- | ------------ | ---------- | ---------- |
| Landkreis Changhua                  | 彰化縣     | Jhanghuà        | Zhānghuà     | Chang1-hua4   | Changhua   | 1.074,4      | 1.228.612  |            |
| Landkreis Chiayi                    | 嘉義縣     | Jiayì           | Jiāyì        | Chia1-i4      | Taibao     | 1.903,6      | 480.190    |            |
| Landkreis Hsinchu                   | 新竹縣     | Sinjhú          | Xīnzhú       | Hsin1-chu2    | Zhubei     | 1.427,5      | 593.100    |            |
| Landkreis Hualien                   | 花蓮縣     | Hualián         | Huālián      | Hua1-lien2    | Hualien    | 4.628,6      | 315.750    |            |
| Landkreis Kinmen                    | 金門縣     | Jinmén          | Jīnmén       | Chin1-men2    | Jincheng   | 151,7        | 143.774    |            |
| Landkreis Lianchiang (Matsu-Inseln) | 連江縣     | Liánjiang       | Liánjiāng    | Lien2-chiang1 | Nangan     | 29,6         | 13.975     |            |
| Landkreis Miaoli                    | 苗栗縣     | Miáolì          | Miáolì       | Miao2-li4     | Miaoli     | 1.820,3      | 533.219    |            |
| Landkreis Nantou                    | 南投縣     | Nántóu          | Nántóu       | Nan2-t’ou2    | Nantou     | 4.106,4      | 473.365    |            |
| Landkreis Penghu                    | 澎湖縣     | Pénghú          | Pénghú       | P'eng2-hu2    | Magong     | 126,9        | 107.829    |            |
| Landkreis Pingtung                  | 屏東縣     | Píngdong        | Píngdōng     | P'ing2-tung1  | Pingtung   | 2.775,6      | 790.315    |            |
| Landkreis Taitung                   | 臺東縣     | Táidong         | Táidōng      | T'ai2-tung1   | Taitung    | 3.515,3      | 210.400    |            |
| Landkreis Yilan                     | 宜蘭縣     | Yílán           | Yílán        | I2-lan2       | Yilan      | 2.143,6      | 449.142    |            |
| Landkreis Yunlin                    | 雲林縣     | Yúnlín          | Yúnlín       | Yün2-lin2     | Douliu     | 1.290,8      | 659.085    |            |

### Städte und Gemeinden

Verwaltungsgliederung auf der Ebene der Gemeinden und Stadtbezirke (2016)

Die Landkreise sind untergliedert in Gemeinden und kreisangehörige Städte. Während es in Festlandchina keine kreisangehörigen Städte gibt (weder unter der Herrschaft der Republik China noch heute unter der Volksrepublik China), erhalten auf Taiwan Kommunen über 100.000 Einwohner (vor dem 17. Juni 2015: über 150.000 Einwohner) in der Regel den Status einer Stadt bzw. Großstadt (市,  Shì, englisch city). Darüber hinaus sind die Hauptstädte aller Landkreise der Provinz Taiwan, nicht jedoch die der Provinz Fujian, zu Städten heraufgestuft worden. Insgesamt gibt es in der Republik China 14 kreisangehörige Städte (縣轄市,  Xiànxiáshì, Stand: 2018), die 13 Kreisstädte der Provinz Taiwan sowie Puzi als Parlamentssitz des Landkreises Chiayi.
Daneben gibt es zwei Arten von Gemeinden, die als Zhen (鎮,  Zhèn, englisch urban township) und Xiang (鄉,  Xiāng, englisch rural township) bezeichnet werden. Die „Stadtgemeinden“ Zhen (auch als Großgemeinden bezeichnet) zeichnen sich dabei in der Regel durch eine höhere Einwohnerzahl und einen größeren Grad an Verstädterung aus als die „Landgemeinden“ Xiang.
Die kreisfreien und regierungsunmittelbaren Städte sind in Bezirke (區,  Qū) aufgeteilt, die wiederum in Stadtteile (里,  Li) untergliedert sind. Die kreisangehörigen Städte sind ebenso wie die Zhen-Gemeinden direkt in Li unterteilt (bei letzteren ist 里 besser mit „Ortsteil“ zu übersetzen), die Ebene der Stadtbezirke fällt hier weg. Die Xiang-Gemeinden sind in Dörfer (村,  Cūn) untergliedert.
Die unterste Verwaltungsebene unterhalb der Stadtteile, Ortsteile und Dörfer bilden in allen Städten und Gemeinden die Wohnviertel (鄰,  Lín – „Nachbarschaften“).
| Zeitraum  | Anzahl |
| --------- | ------ |
| 1961      | 359    |
| 1962–1972 | 361    |
| 1973–1974 | 350    |
| 1975      | 360    |
| 1976–1981 | 371    |
| 1982–1988 | 368    |
| 1989      | 358    |
| 1990–2003 | 369    |
| seit 2004 | 368    |

| Verwaltungseinheit 3. Ordnung | Landkreise und Städte |
| ----------------------------- | --- |
| 170 Stadtbezirke, 區, Qū      | Kaohsiung 38, Tainan 37, Neu-Taipeh 29, Taichung 29, Taoyuan 13, Taipeh 12, Keelung 7, Hsinchu 3, Chiayi 2 |
| 146 Landgemeinden, 村, Xiāng  | Landkreis Pingtung 29, Landkreis Changhua 18, Landkreis Yunlin 14, Landkreis Chiayi 14, Landkreis Taitung 13, Landkreis Miaoli 11, Landkreis Hualien 10, Landkreis Hsinchu 9, Landkreis Yilan 8, Landkreis Nantou 8, Penghu-Inseln 5, Matsu-Inseln 4, Kinmen 3 |
| 38 Stadtgemeinden, 鎮, Zhèn   | Landkreis Changhua 6, Landkreis Yunlin 5, Landkreis Miaoli 5, Landkreis Nantou 4, Landkreis Yilan 3, Landkreis Hsinchu 3, Landkreis Pingtung 3, Kinmen 3, Landkreis Chiayi 2, Landkreis Taitung 2, Landkreis Hualien 2                                         |
| 14 Kreisstädte, 市, Shì       | Landkreis Changhua 2, Landkreis Chiayi 2, Landkreis Hsinchu 1, Landkreis Hualien 1, Landkreis Miaoli 2, Landkreis Nantou 1, Penghu-Inseln 1, Landkreis Pingtung 1, Landkreis Taitung 1, Landkreis Yilan 1, Landkreis Yunlin 1                                  |

## Verwaltungsgeschichte der Provinz Taiwan in der Republik China
Unter japanischer Herrschaft waren Taiwan und die Pescadoren ab 1920 in sieben Präfekturen gegliedert, 1926 wurden die Pescadoren aus der Präfektur Takao, der sie zunächst angehörten, herausgelöst und als achte Präfektur Hōko eigenständig verwaltet. Zwischen 1926 und 1945 bestanden folgende Präfekturen:
| Japanisch | Mandarin      | Chinesisch | heutige Verwaltungseinheiten                              | Fläche in km² | Einwohner 1941 |
| --------- | ------------- | ---------- | --------------------------------------------------------- | ------------- | -------------- |
| Taihoku   | Taipeh        | 台北州     | Städte Taipeh, Neu-Taipeh und Keelung, Landkreis Yilan    | 4.594,2       | 1.233.882      |
| Shinchiku | Hsinchu       | 新竹州     | Städte Hsinchu und Taoyuan, Landkreise Hsinchu und Miaoli | 4.570,0       | 838.011        |
| Taichū    | Taichung      | 台中州     | Stadt Taichung, Landkreise Changhua und Nantou            | 7.382,9       | 1.380.187      |
| Tainan    | Tainan        | 台南州     | Städte Tainan und Chiayi, Landkreise Chiayi und Yunlin    | 5.421,5       | 1.550.695      |
| Takao     | Kaohsiung     | 高雄州     | Stadt Kaohsiung, Landkreis Pingtung                       | 5.721,9       | 930.383        |
| Karenkō   | Hualien Hafen | 花蓮港廳   | Landkreis Hualien                                         | 4.628,6       | 153.785        |
| Taitō     | Taitung       | 台東廳     | Landkreis Taitung                                         | 3.515,3       | 93.138         |
| Hōko      | Penghu        | 澎湖廳     | Landkreis Penghu                                          | 126,9         | 69.387         |

Verwaltungsgliederung der Provinz Taiwan im Jahr 1948:

Als die Republik China 1945 die Kontrolle über die Provinz Taiwan übernahm, behielt sie die von den Japanern geschaffene Aufteilung zunächst bei und machte die acht Präfekturen zu den Landkreisen Taipeh, Hsinchu, Taichung, Tainan, Kaohsiung, Hualien, Taitung und Penghu. Die neun Städte Taipeh, Keelung, Hsinchu, Taichung, Changhua, Chiayi, Tainan, Kaohsiung und Pingtung wurden als kreisfreie Städte verwaltet. Hualien und Yilan behielten ihren unter der japanischen Herrschaft erhaltenen Stadtstatus bei, blieben aber Teil der Landkreise Hualien bzw. Taipeh und wurden damit die beiden ersten kreisangehörigen Städte der Republik China.
Am 16. August 1950 trat eine neue Kreiseinteilung in Kraft, bei der die Landkreise Yilan (vorher Teil des Landkreises Taipeh), Taoyuan, Miaoli (vorher Teile des Landkreises Hsinchu), Nantou, Changhua (vorher Teile des Landkreises Taichung), Yunlin, Chiayi (vorher Teile des Landkreises Tainan) und Pingtung (vorher Teil des Landkreises Kaohsiung) neu entstanden. Die Stadt Chiayi wurde dabei in den Landkreis Chiayi eingegliedert. Am 1. Dezember 1951 wurden auch Hsinchu, Changhua und Pingtung Teil der jeweiligen Landkreise, womit es in der Provinz Taiwan 16 Landkreise, fünf kreisfreie und sechs kreisangehörige Städte gab.
Im Jahr 1956 wurde der Verwaltungssitz der Provinz Taiwan von Taipeh nach Zhongxing im Landkreis Nantou verlegt. Am 11. November 1967 wurde Taipeh aus der Provinz Taiwan herausgelöst und zur ersten regierungsunmittelbaren Stadt Taiwans, 1979 folgte Kaohsiung und wurde zur zweiten regierungsunmittelbaren Stadt.
Am 1. Juli 1982 erhielten Hsinchu und Chiayi den Status von kreisfreien Städten zurück, womit es in der Provinz Taiwan 16 Landkreise und fünf kreisfreie Städte gab.
Ab 1962 wurden kreisangehörige Gemeinden mit mehr als 100.000 (von 1977 bis 2015: mehr als 150.000) Einwohnern zu kreisangehörigen Städten heraufgestuft. Dies betraf 1962 Sanchong und Zhongli, 1971 Taoyuan, 1972 Banqiao und Fengshan, 1976 Taitung und Fengyuan, 1979 Yonghe und Zhonghe, 1980 Xinzhuang und Xindian, 1992 Pingzhen, 1993 Yongkang, Tucheng und Dali, 1995 Bade, 1996 Taiping, 1997 Luzhou, 1999 Xizhi und Shulin, 2010 Yangmei sowie 2015 Toufen und Yuanlin. Als Kreishauptstädte erhielten den Stadtstatus 1981 Miaoli, Nantou, Douliu, Xinying und Magong; 1988 folgten Zhubei, 1991 Taibao und 1992 Puzi (Parlamentssitz des Landkreises Chiayi).
Am 25. Dezember 2010 wurde aus dem Landkreis Taipeh die regierungsunmittelbare Stadt Neu-Taipeh; die Landkreise Taichung, Tainan und Kaohsiung wurden in die jeweiligen Städte Taichung, Tainan und Kaohsiung eingegliedert. Nach der Vergrößerung erhielten auch Taichung und Tainan den Status von regierungsunmittelbaren Städten. 2014 geschah das gleiche mit dem Landkreis Taoyuan.
Da alle Städte und Gemeinden in den bisherigen Landkreisen Taipeh, Taichung, Tainan, Kaohsiung und Taoyuan ihre Eigenständigkeit verloren, verringerte sich die Gesamtzahl der kreisangehörigen Städte in der Republik China durch die Neugliederung von 33 auf zwölf.

## Offizielle Gliederung der Republik China bezogen auf ganz China

Landkarte der „offiziellen“ Grenzen der Republik China einschließlich Festlandchina, Mongolei, Tuva und dem Kachin-Staat. Die Karte zeigt die historischen Maximalansprüche für eine imaginäre „vereinigte Republik China“, wie sie zum Teil in den 1930er bis 1950er Jahren kursierten. Reale Gebietsforderungen und -ansprüche beispielsweise gegenüber der Mongolei, Tadschikistan, Russland, Myanmar, Indien etc. werden seitens der Republik China (Taiwan) nicht erhoben.

Abweichende Provinzeinteilung der Volksrepublik China

Die offizielle Verwaltungsgliederung stammt aus der Zeit, als die Republik China das ganze Festland regierte. Obwohl die Republik China das Festland nicht mehr verwaltet, hat sie auf dieses Recht verfassungsmäßig niemals verzichtet. Der vom Festland stammenden Verfassung von 1947 nach erhebt die fortbestehende Republik China offiziell bis dato Anspruch auf ganz China in den Grenzen von 1911, am Ende des Chinesischen Kaiserreiches beziehungsweise Anfang der chinesischen Republik. Diese Gebiete umfassen neben Festlandchina auch die Mongolei, die autonome Republik Tuva in der Russischen Föderation, die Verwaltungseinheit Kachin-Staat in Myanmar sowie Teile Kirgisistans.
Konkret strebt die Regierung in Taipeh derzeit faktisch keine Vereinigung mit dem Festland an, jedoch geht die Verfassung der Republik China nach wie vor von der Einheit Chinas und einem Alleinvertretungsanspruch aus. Dementsprechend versteht die Regierung in Taipeh de jure unverändert unter China das chinesische Festland und Taiwan zusammen. Zuletzt betonte das Außenministerium in Taipeh im Jahr 2013 offensiv und ausdrücklich, dass das Territorium der Republik China das Gebiet der Volksrepublik China umfasst. Eine Änderung der Verfassung und damit eine Unabhängigkeit Taiwans wird auch von der seit 2016 regierenden Demokratischen Fortschrittspartei de jure nicht angestrebt.
Bei ihrer Gründung 1912 übernahm die Republik China die Verwaltungsgliederung der Qing-Dynastie, bei der es zu jener Zeit die 22 Provinzen Jiangsu, Anhui, Jiangxi, Hubei, Hunan, Sichuan, Yunnan, Guizhou, Guangdong, Guangxi, Fujian, Zhejiang, Shandong, Shanxi, Henan, Hebei, Shaanxi, Gansu, Xinjiang, Liaoning, Jilin, Heilongjiang gab. Neben den 22 Provinzen hatte die Beiyang-Regierung vier besondere Zonen aufgestellt. Die heutige offizielle Gliederung basiert auf dem Stand von 1949 und umfasst 35 Provinzen, 14 Städte, zwei Regionen (地方,  Dìfāng – „Orte“) und eine Sonderzone. Sie weicht von der nach 1949 mehrfach modifizierten administrativen Gliederung der Volksrepublik China ab.
| Zonen | Abkürzung | Hauptstadt              | 14 Städte 1                   |
| Provinzen | Provinzen | Provinzen               | 14 Städte 1                   |
| --- | --------- | ----------------------- | ----------------------------- |
| Suiyuan | Sui       | Guisui (Hohhot)         | –                             |
| Rehe | Re        | Chengde                 | –                             |
| Liaobei | Chao      | Liaoyuan                | –                             |
| Andong | An        | Tonghua                 | –                             |
| Songjiang | Song      | Mudanjiang              | Harbin                        |
| Hejiang | Hr        | Jiamusi                 | –                             |
| Liaoning | Liao      | Shenyang                | Shenyang, Dalian              |
| Jilin | Ji        | Jilin (Stadt)           | –                             |
| Chahaer | Cha       | Zhanghuan (Zhangjiakou) | –                             |
| Hebei | Ji        | Qingyuan (Baoding)      | Beiping, Tianjin              |
| Shanxi | Jin       | Yangqu (Taiyuan)        | –                             |
| Heilongjiang | Hei       | Bei’an                  | –                             |
| Nenjiang | Nen       | Qiqihar                 | –                             |
| Xingan | Xing      | Hailar                  | –                             |
| Jiangsu | Su        | Zhenjiang               | Schanghai, Hauptstadt Nanjing |
| Anhui | Wan       | Hefei                   | –                             |
| Zhejiang | Zhe       | Hangzhou                | –                             |
| Fujian | Min       | Fuzhou                  | –                             |
| Jiangxi | Gan       | Nanchang                | –                             |
| Shandong | Lu        | Jinan                   | Qingdao                       |
| Henan | Yu        | Kaifeng                 | –                             |
| Hubei | E         | Wuchang                 | Hankou                        |
| Hunan | Xiang     | Changsha                | –                             |
| Guangdong | Yue       | Guangzhou               | Guangzhou                     |
| Guangxi | Gui       | Guilin                  | –                             |
| Sichuan | Chuan     | Chengdu                 | Chongqing                     |
| Guizhou | Qian      | Guiyang                 | –                             |
| Yunnan | Dian      | Kunming                 | –                             |
| Xikang | Kang      | Kangding                | –                             |
| Shaanxi | Shaan     | Xi’an                   | Xi’an                         |
| Gansu | Long      | Lanzhou                 | –                             |
| Qinghai | Qing      | Xining                  | –                             |
| Ningxia | Ning      | Yinchuan                | –                             |
| Xinjiang | Xin       | Dihua (Ürümqi)          | –                             |
| Taiwan | Tai       | Taipeh                  | Taipeh, Kaohsiung             |
| Sonderzone |           |                         |                               |
| Hainan | Qiong     | Haikou                  | –                             |
| Regionen |           |                         |                               |
| Tibet | Zang      | Lhasa                   | –                             |
| Menggu (Mongolei) 2 | Meng      | Kunlun (Ulaanbaatar)    | –                             |
| 1 Nach dem Wechsel der Regierung der Republik China nach Taiwan gab es insgesamt 35 Provinzen (ohne Mongolei), eine Sonderzone und zwölf Städte (ohne Taipeh und Kaohsiung). 2 Nach dem Wechsel der Regierung der Republik China nach Taiwan erkannte sie die Unabhängigkeit der Mongolei von China lange nicht an. |           |                         |                               |